# Eurovisiesongfestival 2020
Het Eurovisiesongfestival 2020 was de geplande 65ste editie van het Eurovisiesongfestival. De jaarlijkse liedjeswedstrijd werd op 18 maart 2020 afgelast vanwege de coronapandemie. Nederland was aangewezen als gastland, nadat Duncan Laurence de voorgaande editie won met Arcade. Het evenement had moeten plaatsvinden op 12, 14 en 16 mei 2020 in Rotterdam. 

## Gaststad
Negen steden meldden zich begin juni bij de organisatie om het Eurovisiesongfestival te organiseren. Geïnteresseerde steden kregen tot 10 juli 2019 om een bidbook in te dienen. Op 16 juli liet de NPO weten dat alleen Rotterdam en Maastricht over waren als mogelijke gaststad. Op 30 augustus 2019 werd door middel van een lineair uitgezonden televisiespotje bekendgemaakt dat het Eurovisiesongfestival in 2020 zou gaan plaatsvinden in Rotterdam Ahoy. Het gratis toegankelijke Eurovision Village, waar artiesten zouden gaan optreden en de uitzendingen zouden kunnen gaan worden bijgewoond op groot scherm, zou georganiseerd worden op de Binnenrotte.
| Stad                                                      | Locatie                         | Capaciteit | Opmerkingen |
| --------------------------------------------------------- | ------------------------------- | ---------- | --- |
| Steden die een bidbook indienden en afvielen              |                                 |            | |
| Maastricht                                                | MECC Maastricht                 | 12.800     | Maastricht werd gesteund door de provincie Limburg en nam een optie op de reservering van 3000 bedden. In het bidbook gaf Maastricht aan dat het MECC ruimte biedt aan 10.300 zitplaatsen en 2500 staanplaatsen. De maximale hoogte van het plafond van het MECC is 17,82 meter, waarvan ongeveer 16 meter vrije ruimte, terwijl de EBU achttien meter als minimum eiste. Volgens burgemeester Penn-te Strake had ze de toezegging dat het tekort van twaalf centimeter geen problemen opleverde voor de kandidatuur van de stad. |
| Arnhem                                                    | GelreDome                       | 28.000     | Op 3 juli 2019 schaarde de Arnhemse gemeenteraad zich achter de kandidatuur van Arnhem. De beschikbaarheid van het GelreDome werd afhankelijk van een tijdelijke relocatie van de thuiswedstrijden van Vitesse. |
| 's-Hertogenbosch                                          | Brabanthallen                   | 40.000     | In samenwerking met meerdere Brabantse steden. Op 2 juli 2019 stemde de Bossche gemeenteraad voor het indienen van een bidbook. Het besluit werd in een besloten raadsvergadering genomen en de afspraak was dat Den Bosch pas later zijn kandidatuur publiek zou maken. De beslissing lekte echter vroegtijdig uit. Burgemeester Jack Mikkers van die stad deed daarop aangifte bij de politie om het lek te achterhalen. |
| Utrecht                                                   | Tent op parkeerplaats Jaarbeurs | 10.000     | Op 9 juli 2019 bevestigde de gemeente Utrecht haar kandidatuur. De gewenste locatie, de Jaarbeurs, bleek niet hoog genoeg. Daarom werd parkeerplaats P3 bij de Jaarbeurs voorgedragen, waar een achttien meter hoge tent moest komen die plaats zou bieden aan 10.000 bezoekers. De gemeente wilde "het meest duurzame, sociale en innovatieve festival ooit" organiseren, maar gaf tevens aan financieel niet te willen bijdragen.                                                                                               |
| Steden die interesse toonden, maar geen bidbook indienden |                                 |            | |
| Amsterdam                                                 | RAI Amsterdam                   | 12.900     | Amsterdam trok zich op 4 juli 2019 terug nadat zowel de Ziggo Dome, de RAI en de Johan Cruijff ArenA niet beschikbaar waren. Bovendien werd de AFAS Live te klein bevonden. |
| Amsterdam                                                 | Ziggo Dome                      | 17.000     | Amsterdam trok zich op 4 juli 2019 terug nadat zowel de Ziggo Dome, de RAI en de Johan Cruijff ArenA niet beschikbaar waren. Bovendien werd de AFAS Live te klein bevonden. |
| Breda                                                     | Breepark                        | 13.200     | Op 1 juli 2019 trok Breda zich terug wegens financiële redenen. |
| Den Haag                                                  | World Forum                     | 5.000      | Op 27 juni 2019 trok Den Haag zich terug nadat het World Forum te klein bleek. Het festival organiseren in het Cars Jeans Stadion of op het Malieveld bleek qua tijd en kosten niet mogelijk. De stad gaf vervolgens aan de kandidatuur van Rotterdam te steunen, doch wenste financieel niet bij te dragen. |
| Leeuwarden                                                | WTC Leeuwarden                  | 30.000     | Leeuwarden stelde zich samen met de provincie Friesland kandidaat, die ook een eventuele uitvalsbasis in het in Heerenveen gelegen Thialf zag. Op 18 juni 2019 trok Leeuwarden zich terug, aangezien het plafond van het WTC Leeuwarden te laag was en er geen mogelijkheid was om het tijdig te verhogen. Thialf stelde zich niet kandidaat. |

## Organisatie
Eric van Tijn werd verantwoordelijk gesteld voor de compositie van de muziek bij de drie liveshows. Gerald van Windt en Natasja Lammers kregen de leiding over de choreografie. Gerben Bakker werd Head of Show en Twan van Nieuwenhuijzen Head of Contest. De regie van de liveshows werd in handen gesteld van Marnix Kaart en Marc Pos. De supervisor vanuit de EBU was wederom Jon Ola Sand, maar de editie in Rotterdam was na tien jaar zijn laatste songfestival.

### Financiering
De uitzendingen van het songfestival werden begroot op € 26,5 miljoen. Voor de financiële dekking werd uitgegaan van bijdragen van programma-gebonden inkomsten van de European Broadcasting Union (EBU), sponsorgelden en ticketinkomsten van € 9,6 miljoen, eigen middelen van de NPO van € 2,5 miljoen en eigen middelen van de AVROTROS van € 2 miljoen. Daarnaast dacht Rotterdam nog eens € 15,5 miljoen aan het festivalgebeuren kwijt te zijn. De provincie Zuid-Holland droeg daarvan € 1 miljoen bij. De resterende gelden werden door Rotterdam opgehoest. Daags na de overwinning van Duncan Laurence liet premier Mark Rutte weten dat de publieke omroep van de landelijke overheid wat hem betreft geen geld zou krijgen voor het organiseren van het songfestival. Op 4 december 2019 zegde minister Arie Slob (Media) toch een bedrag van € 12,4 miljoen toe, afkomstig uit de reclame-inkomsten van de Ster.
De gemeente Rotterdam gaf tot aan de afgelasting op 18 maart een bedrag van 8,1 miljoen euro uit, waarvan 6,7 miljoen euro niet door de verzekering gedekt werd.

## Formule
Net zoals in voorgaande jaren zouden er twee halve finales en één finale zijn. Uit elke halve finale kwalificeren tien landen zich voor de finale. Volgens traditie vinden de halve finales plaats op de dinsdag en donderdag vooraf aan de finale die traditioneel op een zaterdag wordt gehouden. Voor de halve finales werden voor deze editie de data 12 en 14 mei uitgekozen en 16 mei voor de finale. De zogenoemde "Big Five", bestaande uit Duitsland, Frankrijk, Italië, Spanje en het Verenigd Koninkrijk, en gastland Nederland waren rechtstreeks geplaatst voor de finale.

### Slogan
De slogan, "Open Up", werd bekendgemaakt op 24 oktober 2019 in het tv-programma De Wereld Draait Door. Hoofdproducent Sietse Bakker omschreef de keuze als volgt: "We hebben gezocht naar een thema dat vertelt waar Nederland voor staat: een land met een open blik naar de wereld, waar we onze mening, met respect voor elkaar, niet onder stoelen of banken steken. (…) Met deze slogan nodigen we mensen uit zich open te stellen voor de ander, voor meningen, elkaars verhalen en natuurlijk voor elkaars muziek." Daarnaast is het volgens Bakker de bedoeling dat iedereen deze slogan zelf aanvult.

### Presentatoren

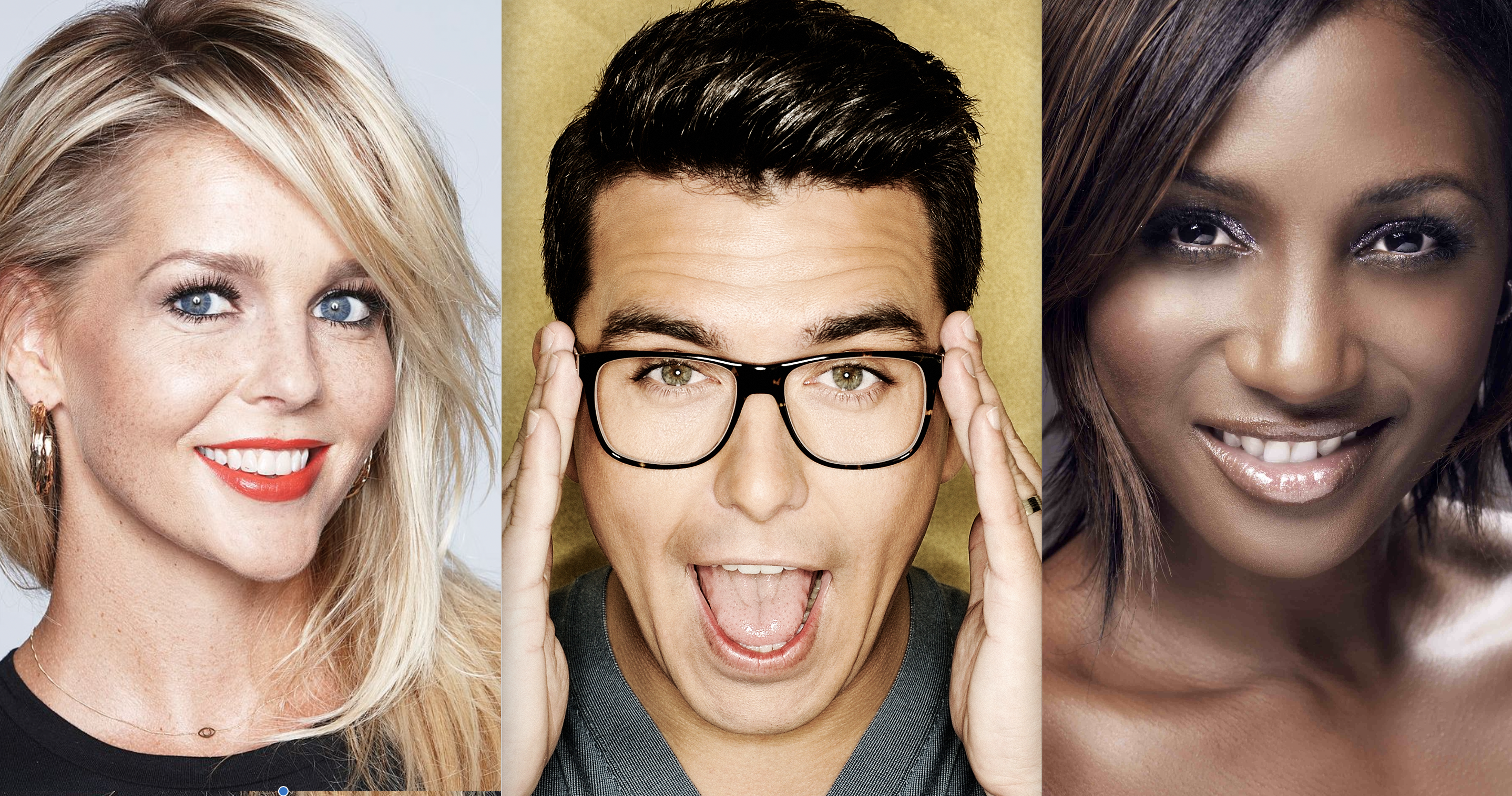
Chantal Janzen, Jan Smit en Edsilia Rombley, de geplande presentatoren van het songfestival.

Actrice en presentatrice Chantal Janzen, zanger en presentator Jan Smit en zangeres Edsilia Rombley zouden de show presenteren. Laatstgenoemde kwam voor Nederland uit op het Eurovisiesongfestival in 1998 en 2007. Beauty-vlogger Nikkie de Jager werd aangewezen als presentatrice van de online content. Zo zou ze online verslag doen, nam ze een YouTube-serie op met de artiesten en zou ze in de live-shows te zien zijn. Roos Moggré en Andrew Makkinga waren aangetrokken om de persconferenties te leiden.

### Openings- en intervalacts
Voor de finale werd een symfonieorkest met jonge muzikanten gecontracteerd. De 15-jarige Nederlandse dj Pieter Gabriel werd gevraagd om voor de vlaggenparade de muziek te creëren. Vooraf aan de stemronde van de finale werden een aantal oud-deelnemers van het Eurovisiesongfestival gevraagd om een medley te zingen op verschillende locaties in Rotterdam. De Italiaanse winnaar van het Eurovisiesongfestival in 1964, Gigliola Cinquetti, zou haar Non ho l'età ten gehore brengen. De Noorse zanger Alexander Rybak (2009) zou op zijn viool spelen en Fairytale. zingen. Daarnaast zouden ook Paul Harrington & Charlie McGettigan (Ierland, 1994) optreden met Rock 'n' roll kids en de Belgische zangeres Sandra Kim (1986) met J'aime la vie. Ook diverse Nederlandse oud-winnaars waren gecontracteerd, namelijk Lenny Kuhr (1969) met De troubadour, Getty Kaspers van Teach-In (1975) met Dinge-dong en ook Duncan Laurence met zijn Arcade.
De intervalact tijdens de finaleshow zou worden verzorgd door de Nederlandse dj Afrojack. Hij zou optreden met een 65-koppig live orkest - en zangeres Glennis Grace - en zouden een cross-over van muziekstijlen ten gehore brengen. Daarnaast zou de act bestaan uit een gospelkoor van 25 personen en een veertigtal dansers.

### Loting halve finales
Op 25 januari 2020 werd de indeling van de potten bekendgemaakt als basis voor de loting voor de halve finales. De loting zelf vond plaats op 28 januari in het stadhuis van Rotterdam en werd uitgevoerd door Chantal Janzen en Jan Smit. Landen die in het verleden vaak op elkaar stemden werden in dezelfde pot geplaatst. Anders dan in de meeste voorgaande jaren waren er dit jaar slechts vijf potten. Uit elke pot gingen drie of vier landen naar de eerste halve finale op 12 mei en de rest naar de tweede halve finale op 14 mei. Ook werd bepaald in welke helft van de halve finale elk land zou optreden en in welke halve finale elk van de zes rechtstreeks gekwalificeerde landen ging stemmen. De definitieve startvolgorde van de drie shows werd niet geloot, maar aan de producent overgelaten.
| Pot 1                                                                                | Pot 2                                                                       | Pot 3                                                                            | Pot 4                                                                         | Pot 5                                                               |
| ------------------------------------------------------------------------------------ | --------------------------------------------------------------------------- | -------------------------------------------------------------------------------- | ----------------------------------------------------------------------------- | ------------------------------------------------------------------- |
| - Albanië - Kroatië - Noord-Macedonië - Oostenrijk - Servië - Slovenië - Zwitserland | - Australië - Denemarken - Estland - Finland - IJsland - Noorwegen - Zweden | - Armenië - Azerbeidzjan - Georgië - Moldavië - Oekraïne - Rusland - Wit-Rusland | - Bulgarije - Cyprus - Griekenland - Malta - Portugal - Roemenië - San Marino | - België - Ierland - Israël - Letland - Litouwen - Polen - Tsjechië |

## Deelnemers

Deelnemende landen.
Landen die in het verleden deelnamen, maar in 2020 afwezig zouden zijn.

### Eerste halve finale
Duitsland, Italië en Nederland zouden meestemmen.
| Land            | Artiest            | Lied             | Taal              |              |
| Eerste helft    | Eerste helft       | Eerste helft     | Eerste helft      | Eerste helft |
| --------------- | ------------------ | ---------------- | ----------------- | ------------ |
| Australië       | Montaigne          | Don't break me   | Engels            |              |
| Ierland         | Lesley Roy         | Story of my life | Engels            |              |
| Litouwen        | The Roop           | On fire          | Engels            |              |
| Noord-Macedonië | Vasil              | YOU              | Engels            |              |
| Rusland         | Little Big         | Uno              | Engels en Spaans  |              |
| Slovenië        | Ana Soklič         | Voda             | Sloveens          |              |
| Wit-Rusland     | VAL                | Da vidna         | Wit-Russisch      |              |
| Zweden          | The Mamas          | Move             | Engels            |              |
| Tweede helft    |                    |                  |                   |              |
| Azerbeidzjan    | Efendi             | Cleopatra        | Engels            |              |
| België          | Hooverphonic       | Release me       | Engels            |              |
| Cyprus          | Sandro             | Running          | Engels            |              |
| Israël          | Eden Alene         | Feker libi       | Engels en Amhaars |              |
| Kroatië         | Damir Kedžo        | Divlji vjetre    | Kroatisch         |              |
| Malta           | Destiny Chukunyere | All of my love   | Engels            |              |
| Noorwegen       | Ulrikke            | Attention        | Engels            |              |
| Oekraïne        | Go_A               | Solovej          | Oekraïens         |              |
| Roemenië        | ROXEN              | Alcohol you      | Engels            |              |

### Tweede halve finale
Frankrijk, Spanje en het Verenigd Koninkrijk zouden meestemmen.
| Land         | Artiest            | Lied                | Taal         |              |
| Eerste helft | Eerste helft       | Eerste helft        | Eerste helft | Eerste helft |
| ------------ | ------------------ | ------------------- | ------------ | ------------ |
| Estland      | Uku Suviste        | What love is        | Engels       |              |
| Griekenland  | Stefania           | SUPERG!RL           | Engels       |              |
| IJsland      | Daði & Gagnamagnið | Think about things  | Engels       |              |
| Moldavië     | Natalia Gordienko  | Prison              | Engels       |              |
| Oostenrijk   | Vincent Bueno      | Alive               | Engels       |              |
| Polen        | Alicja             | Empires             | Engels       |              |
| San Marino   | Senhit             | Freaky!             | Engels       |              |
| Servië       | Hurricane          | Hasta la vista      | Servisch     |              |
| Tsjechië     | Benny Cristo       | Kemama              | Engels       |              |
| Tweede helft |                    |                     |              |              |
| Albanië      | Arilena Ara        | Fall from the sky   | Engels       |              |
| Armenië      | Athena Manoukian   | Chains on you       | Engels       |              |
| Bulgarije    | VICTORIA           | Tears getting sober | Engels       |              |
| Denemarken   | Ben & Tan          | Yes                 | Engels       |              |
| Finland      | Aksel Kankaanranta | Looking back        | Engels       |              |
| Georgië      | Tornike Kipiani    | Take me as I am     | Engels       |              |
| Letland      | Samanta Tīna       | Still breathing     | Engels       |              |
| Portugal     | Elisa              | Medo de sentir      | Portugees    |              |
| Zwitserland  | Gjon's Tears       | Répondez-moi        | Frans        |              |

### Finale
| Land                | Artiest        | Lied                        | Taal            |
| ------------------- | -------------- | --------------------------- | --------------- |
| Duitsland           | Ben Dolic      | Violent thing               | Engels          |
| Frankrijk           | Tom Leeb       | Mon alliée (the best in me) | Frans en Engels |
| Italië              | Diodato        | Fai rumore                  | Italiaans       |
| Nederland           | Jeangu Macrooy | Grow                        | Engels          |
| Spanje              | Blas Cantó     | Universo                    | Spaans          |
| Verenigd Koninkrijk | James Newman   | My last breath              | Engels          |

## Wijzigingen

### Terugkerende landen
- Bulgarije: de Bulgaarse omroep BNT trok zich terug voor de editie in 2019 vanwege financiële redenen. Voor 2020 verzekerde de omroep zich van een sponsor die alle relevante kosten met betrekking tot de participatie voor zijn rekening zou nemen.[44]
- Oekraïne: de Oekraïense omroep UA:PBC trok zich in 2019 terug nadat de volledige top drie van de nationale selectie een deelnamecontract weigerde te tekenen, waarin onder meer stond dat toekomstige concerten in Rusland afgezegd moesten worden. Voor de nationale selectie van 2020 nam de Oekraïense omroep in zijn reglementen op dat deelnemers die vanaf 2014 in Rusland hadden opgetreden, niet mochten deelnemen.[45]

### Terugtrekkende landen
- Hongarije: nadat Hongarije zich acht jaar lang wist te kwalificeren voor de finale van het Eurovisiesongfestival, strandde het land in 2019 in de halve finale. Voor 2020 trok het land zich terug.[46]
- Montenegro: ondanks dat de Montenegrijnse omroep RTCG in eerste instantie liet weten deel te zullen nemen, werd later bekend dat het land vanwege financiële redenen niet aanwezig zou zijn in 2020.[47] Voor het land betekende het de eerste afwezigheid sinds 2011.

## Terugkerende artiesten
| Land       | Artiest                          | Eerdere deelname | Plaats toen |
| ---------- | -------------------------------- | ---------------- | ----------- |
| Moldavië   | Natalia Gordienko                | Moldavië 2006    | 20          |
| San Marino | Senhit                           | San Marino 2011  | 16 HF       |
| Servië     | Sanja Vučić (deel van Hurricane) | Servië 2016      | 18          |

## Afgelasting
Op 18 maart 2020 gelastte de EBU het Eurovisiesongfestival 2020 af vanwege de coronapandemie. Het was volgens de EBU onmogelijk om 'in deze onzekere tijd' het festival doorgang te laten vinden. Het was de eerste keer dat een editie van het Eurovisiesongfestival werd afgelast. Het plan was om het festival in 2021 alsnog in Rotterdam te houden.
Op 16 mei, de datum waarop de finale van het songfestival zou worden gehouden, organiseerde de EBU een alternatieve tv-uitzending: Eurovision: Europe Shine a Light. Hierin werden de 41 geselecteerde artiesten op andere manieren in de schijnwerpers gezet, zonder publiek. Het programma werd gepresenteerd door Chantal Janzen, Edsilia Rombley en Jan Smit, die ook al hadden getekend voor de presentatie van het songfestival.